# V edició dels Premis Ariel
La V edició dels Premis Ariel, organitzada per l'Acadèmia Mexicana d'Arts i Ciències Cinematogràfiques (AMACC), es va celebrar el 1950 per celebrar el millor del cinema durant l’any anterior

## Premis i nominacions[1]
Nota: Els guanyadors estan llistats primer i destacats en negreta.⭐
| Millor pel·lícula - Una familia de tantas - Producciones Azteca ⭐ - El dolor de los hijos - Diana Films - Pueblerina- Ultramar Films                         | Millor direcció - Alejandro Galindo - Una familia de tantas ⭐ - Miguel Zacarías -El dolor de los hijos - Emilio Fernández - Pueblerina                         |
| Millor actor - Roberto Cañedo - Pueblerina ⭐ - Pedro Infante - La oveja negra - Arturo de Córdova - Medianoche                                               | Millor actriu - Marga López - Salón México (1948) ⭐ - Carmen Montejo - Al caer la tarde - Rosario Granados - El dolor de los hijos                             |
| Millor coactuació masculina - Víctor Parra - Ángeles del arrabal ⭐ - Andrés Soler - La hija del penal - Rodolfo Acosta - Salón México (1948)                 | Millor coactuació femenina - Martha Roth - Una familia de tantas ⭐ - Eugenia Galindo - Una familia de tantas                                                   |
| Millor argument original - Juan García - Comisario en turno ⭐ - Emilio Fernández/Mauricio Magdaleno - Pueblerina - Alejandro Galindo - Una familia de tantas | Millor guió adaptat - Alejandro Galindo - Una familia de tantas ⭐ - Miguel Zacarías - El dolor de los hijos - Emilio Fernández/Mauricio Magdaleno - Pueblerina |
| Millor fotografia - Gabriel Figueroa - Pueblerina ⭐ - Raúl Martínez Solares - San Felipe de Jesús - Agustín Jiménez - Tierra muerta                          | Millor edició - Mario González - Medianoche ⭐ - Gloria Schoemann - Las puertas del presidio - Jorge Bustos - Pueblerina                                        |
| Millor escenografia - Gunther Gerzso - Una familia de tantas ⭐ - Manuel Fontanals - La malquerida - Jesús Bracho - San Felipe de Jesús                       | Millor música de fons - Antonio Díaz Conde - Pueblerina ⭐ - Manuel Esperón - Medianoche - Raúl Lavista - San Felipe de Jesús                                   |
| Millor so - Enrique Rodríguez y Rodolfo Benítez - Medianoche ⭐ - Galdino Samperio y Manuel Topete - El dolor de los hijos                                    | Millor actuació infantil - Jaime Calpe - El dolor de los hijos ⭐ - Jaime Jiménez Pons - Ladronzuela ⭐ - Ismael Pérez "Poncianito" - Pueblerina                |
| Millor actor de repartiment - Juan García - Cara sucia ⭐ - José Elías Moreno - Ángeles del arrabal - Luis Beristáin - Las puertas del presidio               | Millor actriu de repartiment - Enriqueta Reza - Una familia de tantas ⭐ - Lupe Inclán - Allá en el Rancho Grande - Queta Lavat - Las tandas del Principal      |

## Premis i nominacions múltiples
| Pel·lícula               | Nominacions | Premis |
| ------------------------ | ----------- | ------ |
| Pueblerina               | 9           | 3      |
| Una familia de tantas    | 8           | 6      |
| El dolor de los hijos    | 6           | 1      |
| Medianoche               | 4           | 2      |
| San Felipe de Jesús      | 3           | 0      |
| Ángeles del arrabal      | 2           | 1      |
| Las puertas del presidio | 2           | 0      |
| Salón México (1948)      | 2           | 1      |